# Nicholiella digitata
Nicholiella digitata är en insektsart som beskrevs av Ferris 1943. Nicholiella digitata ingår i släktet Nicholiella och familjen pansarsköldlöss. Inga underarter finns listade i Catalogue of Life.